# 라파엘 앙헬 칼데론 포우르니에르
라파엘 앙헬 칼데론 포우르니에르(스페인어: Rafael Ángel Calderón Fournier, 1949년 3월 14일)는 코스타리카의 정치인이다. 1990년부터 1994년까지 코스타리카의 대통령으로 재임했으며, 재임 중 부패혐의로 징역 5년형을 선고받았다.

## 약력
니카라과 디리암바에서 라파엘 앙헬 칼데론 과르디아와 마리아 델 로사리오 포우르니에르 모라의 아들로 태어났다. 부친은 과거 대통령을 지낸 바 있으나, 혁명을 시도하였다는 이유 때문에 니카라과에서 망명생활을 하고 있었다. 글로리아 베하라노 알마다와 결혼하였으며, 슬하에 4명의 아이를 두고 있다.
멕시코 전문대에서 초등교육을 받았고, 9살 때 코스타리카로 돌아왔다. 그 시절, 아버지인 과르디아를 주도로 한 혁명이 실패했을 때였다. 마리오 에찬디(1958-1962)가 집권하자, 칼데론의 집안은 망명하였다.
하지만 코스타리카로 다시 귀국하였고, 라사예 전문대에서 중등교육을 받았다. 코스타리카 대학에서 법학을 공부했다.

## 정치 활동
20대에 통일국민당 청년 당수가 되었다. 국회의원을 비롯한 여러 요직을 지내다가, 1990년 대선에서 민족해방당 출신의 카를로스 카스티요를 누르고 당선되었다.

## 부패
2004년 부패 혐의로 투옥되었으며, 석방 후 가택 연금에 처했다.